# ジャネット・ヒューバート
ジャネット・ヒューバート（Janet Hubert、1956年1月13日 - ）は、アメリカ合衆国の女優。

## 出演作品
- ギルモア・ガールズ 第2シーズン
- NYPD BLUE　～ニューヨーク市警15分署　シーズン5
- サンドストーム
- 殺しのエージェント危機一発
- グランド・セフト・オートV（デニース・クリントン）